# Sopimetsa
Sopimetsa – wieś w Estonii, w prowincji Jõgeva, w gminie Pajusi.